# 比尔·尼尔森 (工程师)
比尔·尼尔森（英語：Bill Nelson）美国音频工程师。他曾2次提名奥斯卡最佳音响效果奖。

## 部分影视作品
- 偷心俏佳人（英语：Heartbreak Ridge） (1986)[1]
- 致命武器 (1987)[2]